# 吉布斯弱蜥魚
吉布斯弱蜥魚為輻鰭魚綱仙女魚目青眼魚亞目崖蜥魚科的一種，分布於西南太平洋紐西蘭海域，屬深海底棲性魚類，深度0-710公尺，棲息在底層水域，生活習性不明。

## 擴展閱讀
維基物種上的相關：吉布斯弱蜥魚